# Gazebo
Gazebo, artiestennaam van Paul Mazzolini (Beiroet, 18 februari 1960) is een Italiaans zanger.

## Levensloop en carrière
Mazzolini werd geboren in Beiroet als zoon van een Italiaanse vader en een Amerikaanse moeder. Zijn eerste hit scoorde hij in 1982. In 1983 stond zijn single I Like Chopin op 1 in Italië, Zwitserland, Oostenrijk, Spanje en Duitsland. In 1997 startte hij met een eigen platenlabel: Softworks.

## Discografie

### Singles
| Single met eventuele hitnotering(en) in de Nederlandse Top 40 | Datum van verschijnen | Datum van binnenkomst | Hoogste positie | Aantal weken | Opmerkingen                |
| ------------------------------------------------------------- | --------------------- | --------------------- | --------------- | ------------ | -------------------------- |
| I Like Chopin                                                 | 1983                  | 22-10-1983            | 5               | 9            | Nr. 7 in de Single Top 100 |

| Single met hitnotering(en) in de Vlaamse Ultratop 50 | Datum van verschijnen | Datum van binnenkomst | Hoogste positie | Aantal weken | Opmerkingen                |
| ---------------------------------------------------- | --------------------- | --------------------- | --------------- | ------------ | -------------------------- |
| I Like Chopin                                        | 1983                  | -                     |                 |              | Nr. 3 in de Radio 2 Top 30 |

### NPO Radio 2 Top 2000
| Nummer met noteringen in de NPO Radio 2 Top 2000 | '99  | '00  | '01  | '02  |
| ------------------------------------------------ | ---- | ---- | ---- | ---- |
| I Like Chopin                                    | 1328 | 1214 | 1525 | 1632 |

1. ↑  Een vetgedrukt getal geeft de hoogste notering aan.
2. ↑  Deze tabel is bijgewerkt tot en met de laatste editie (2024).

- Biblioteca Nacional de España: XX972323
- Bibliothèque nationale de France: cb13894363h (data)
- Gemeinsame Normdatei: 129322733
- International Standard Name Identifier: 0000 0000 7828 8615
- Library of Congress Control Number: no2007002855
- Nationale Bibliotheek van Letland: 000094464
- MusicBrainz: 7701e663-1681-46b5-a44a-ce5e84f32569
- Nationale Bibliotheek van Tsjechië: xx0077901
- Istituto Centrale per il Catalogo Unico: BCTV007025
- Virtual International Authority File: 57688834
- WorldCat: E39PBJB8v9DD4D86y34XRQ8KVC